# Dán Jenő
Dán Jenő (1919 - 1989) magyar jogász, a Rotary Club újjáélesztője.

## Életpályája
Az Országos Találmányi Hivatal jogi osztályvezetője volt. Ő volt 1962-től az újjáalakult Magyar Iparjogvédelmi Egyesületnek,  1963-tól pedig az AIPPI Magyar Csoportjának főtitkára.
1987-ben az egyike volt azoknak, akik a második világháború óta nem funkcionáló magyar Rotary klub  - osztrák segítséggel való - megújítását szorgalmazták, és elérték a Budapest Klub újraalapítását.

## Emlékezete
Sírja Budapesten a Farkasréti temetőben található. (31. parcella, 2:6) 

## Művei
- Almay György, Bárkány József, Danovszky Ferenc, Dán Jenő, Krasznay Mihály, Vermes Zoltán: Kézikönyv az újításokról és találmányokról : a 38/1957 számú kormányrendelet alapján készült új kiadás (Budapest, Közgazdasági és Jogi Könyvkiadó, 1958.)
- Tisztességtelen verseny - tisztességes gazdálkodás (MIE Közlemények 1972. 6. szám, 187. - 213. old.)   [2]